# Las Lomas (Panama, Chiriquí)
Pour les articles homonymes, voir Las Lomas.
Las Lomas est un corregimiento situé dans le district de David, province de Chiriquí, au Panama. En 2010, la localité comptait 18 769 habitants.

## Contexte géographique
La commune de Las Lomas est située dans une plaine, entre les rivières (río) Chiriquí, David et Cochea, à une hauteur approximative de 9 m s. n. m. dans sa partie la plus basse (Punta Palma Real et Punta Peña) ; bien qu'il existe des élévations telles que Cerro Viejo (200 m s. n. m.) Cerro Prieto (200 m s. n. m.) Cerro El Corro (273 m s. n. m.), entre autres.
La commune de Las Lomas a une forme triangulaire, avec une augmentation considérable vers l'est. Son extension territoriale est de 78,9 km2 avec une densité de population de 138 habitants/km2.

## Description topographique
Las Lomas est composé de plaines qui s'étendent vers l'océan Pacifique, on trouve une petite chaîne de montagnes qui s'étend d'El Quiteño à El Valle, dans la section nord. À l'est et au nord, de petites collines s'élèvent, et les plaines sont constituées de terres agricoles, où sont cultivés certains produits comme le maïs, les haricots et le riz, ce qui indique que c'est là que se pratique le peu d'agriculture de la région.
Bien que ce district ne soit qu'à 9 m d'altitude, dans sa partie la plus basse, il y a quelques élévations comme la colline Corro, la colline Gaitán, la colline Quiteño, la colline Viejo et la colline Prieto.